# Gang Świeżaków
Gang Świeżaków – ogólnopolska kampania lojalnościowa realizowana w sklepach sieci Biedronka, której głównymi bohaterami są pluszowe maskotki w kształcie warzyw i owoców. Celem akcji jest edukacja konsumentów w zakresie zdrowego żywienia. Autorem oryginalnej koncepcji „Goodness Gang”, na której bazuje kampania zrealizowana w Polsce, jest TCC Global. Pierwsza odsłona miała miejsce w 2016 roku. Do końca 2018 kampania miała trzy odsłony: „Gang Świeżaków” (2016), „Gang Świeżaków Świątecznie” (listopad-grudzień 2016) i „Gang Świeżaków 2” (2017). Na bazie koncepcji Świeżaków powstały podobne akcje, jak np. „Gang Słodziaków” w 2018 i „Gang Słodziaków i Magiczny Portal” w 2019, „Gang Fajniaków” w 2020, „Gang Swojaków” w 2021, „Gang Bystrzaków” w 2022, „Gang Mocniaków” w 2023 i „Gang Produkciaków" w 2024.
Zdaniem eksperta z firmy Pitted Cherries „Gang Świeżaków” był jedną z najbardziej udanych akcji promocyjnych ostatnich lat.

## Opis kampanii
„Gang Świeżaków” opiera się o autorską, międzynarodową koncepcję TCC Global, agencji specjalizującej się w projektowaniu i realizacji kampanii lojalnościowych m.in. dla sieci handlowych, stacji paliw czy restauracji szybkiej obsługi. Firma współrealizowała już ponad 7000 kampanii marketingu lojalnościowego, a w Polsce (oprócz Świeżaków) jest współautorem akcji, takich jak m.in. „Wesoła Zagródka” Polomarketu czy kampanii „Graliga” dla telewizji Polsat.
Kampania lojalnościowa skierowana była do rodzin z dziećmi. Miała na celu: zbudowanie emocjonalnej więzi pomiędzy konsumentami a siecią dyskontów Biedronka, nagrodzenie klientów za regularne zakupy, promocję zdrowego odżywiania oraz zachętę najmłodszych do jedzenia owoców i warzyw. W czasie trwania kampanii, za każde 40 zł wydane na zakupy w Biedronce klient otrzymywał naklejkę. 60 znaczków umożliwiało zdobycie pluszaka. Konsumenci mogli zebrać dodatkowe naklejki za używanie karty „Moja Biedronka” oraz za zakup warzyw i owoców. Maskotkę można było również zakupić po uzbieraniu 30 znaczków po obniżonej cenie 19,99 zł lub bez naklejek za 49,99 zł. W świątecznej edycji klienci mogli odebrać dwie saszetki z naklejkami za używanie karty lojalnościowej i zrobienie zakupów na kwotę 40 zł.  

## Rezultaty
W pierwszej odsłonie kampanii odebrano ponad 5 mln pluszaków. Akcja stała się ogólnopolskim fenomenem. Oprócz maskotek, na potrzeby kampanii stworzono również książeczki pt. „Gang Świeżaków” oraz filmy publikowane w kanałach społecznościowych Biedronki, w tym m.in. piosenkę „Hymn Świeżaków”, był jednym z najchętniej oglądanych filmów na polskim YouTube w 2017. Na zlecenie firmy TCC Retail Marketing, polskiego oddziału TCC Global, agencja Nielsen przeprowadziła w 2017 roku badania na temat Gangu Świeżaków, w których uczestniczyło ponad 500 ankietowanych.